# يحيى نادر
يحيى نادر مصطفى الشريف لاعب كرة قدم إماراتي من أصل مصري من مواليد الإمارات يلعب حالياً في نادي العين الإماراتي.

## روابط خارجية
- يحيى نادر على موقع ناشيونال فوتبول تيمز (الإنجليزية)
- يحيى نادر على موقع Soccerway.com (الإنجليزية)